# Duster
Duster es una banda estadounidense de rock originaria de San José, California. Ha estado compuesta, la mayor parte de su historia, por los multiinstrumentistas Clay Parton, Dove Amber y Jason Albertini. Albertini tocó la batería en tres pistas para Stratosphere (1998), y con 1975 (1999), se involucró mucho más en el proceso del grupo, tocando muchos más instrumentos y compartiendo créditos de grabación y producción con Parton y Amber. Para Contemporary Movement (2000) estaba completamente involucrado en el proceso creativo como un miembro permanente del grupo.
Parton también se entretiene con su proyecto alterno Eiafuawn y toca la batería y viaja con el grupo punk El Buzzard. Albertini toca el teclado con Mike Johnson. Parton y Amber también dirigen el estudio de grabación Low Earth Orbit.

## Estilo musical
Generalmente catalogada como indie rock, Duster ha sido asociada por críticos con los movimientos del rock espacial y slowcore debido a su distinguible sonido.

## Discografía
Álbumes de estudio
- 1998: Stratosphere
- 2000: Contemporary Movement
- 2019: Duster
- 2022: Together
- 2023: Moods, Modes
- 2024: In Dreams

Extended plays
- 1996: On The Dodge
- 1997: Transmission, Flux
- 1998: Apex, Trance-Like
- 1999: 1975

Cajas recopilatorias
- 2019: Capsule Losing Contact
- 2020: Black Moon - como Valium Aggelein

## Miembros
Clay Parton - instrumentos, producción (1996-2001, 2018-presente)
Caanan Dove Amber - instrumentos, producción (1996-2001, 2018-presente)
Jason Albertini - batería, producción (1998-2001, 2018-2022)